# Dinurothrips
Dinurothrips är ett släkte av insekter. Dinurothrips ingår i familjen smaltripsar.
Kladogram enligt Catalogue of Life:
| Dinurothrips | \| \| Dinurothrips hookeri \| \| \| \| \| \| Dinurothrips vezenyii \| \| \| \| |
|              | \| \| Dinurothrips hookeri \| \| \| \| \| \| Dinurothrips vezenyii \| \| \| \| |
|              | Dinurothrips hookeri                                                           |
|              |                                                                                |
|              | Dinurothrips vezenyii                                                          |
|              |                                                                                |